# Престон, Джеймс (учёный)
Джеймс Б. Престон (англ. James B. Preston; 4 февраля 1926, Нельсонвилл, Огайо — 6 июня 2004, Сиракьюс, Нью-Йорк) — американский нейрофизиолог, чьи исследования стали основополагающими для выяснения того, как наш мозг управляет движением. За свою карьеру опубликовал более сорока научных статей. Престон был председателем многочисленных национальных комитетов и бывшим президентом Ассоциации заведующих кафедрами физиологии.

## Биография
Доктор Престон родился 4 февраля 1926 года в Нельсонвилле, штат Огайо. Его отец, Бенсон Престон, был почтмейстером Нельсонвилля, а мать, Рут Престон, — медсестрой. В 1944 году окончил среднюю школу в Нельсонвилле и в 1944—1945 гг. поступил в Уэслианский университет штата Огайо. Учёба была прервана военной службой. В 1945—1947 гг. служил в Корее в составе армейского корпуса связи и в качестве медика на 38-й параллели. После возвращения ещё год учился в Уэслианском университете Огайо, а затем поступил в Медицинский колледж Университета Цинциннати, где в 1952 г. получил степень доктора медицины. Следующие два года провёл в комбинированной интернатуре и исследовательской стипендии в Медицинском колледже Иллинойского университета.
В 1954 году д-р Престон был принят на работу в качестве преподавателя в Медицинский университет штата Нью-Йорк, а в 1956 году стал доцентом этого университета. В 1960 г. в возрасте 34 лет получил звание профессора и возглавил кафедру физиологии, на которой проработал 31 год, в 1991 году вышел на пенсию. В 1992 г. стал почётным профессором Медицинского Университета штата Нью-Йорк. Научные исследования Престона были сосредоточены на изучении нейронных основ контроля движений. За свою карьеру он опубликовал более сорока научных статей в своей области. Его исследования постоянно финансировались Национальным институтом здравоохранения на протяжении более тридцати двух лет. Многие из его аспирантов и постдокторантов сделали блестящую научную карьеру в области нейронаук. На протяжении более сорока лет студенты-медики пользовались его уроками. Его документы находятся в архиве и специальных коллекциях библиотеки медицинских наук Медицинского университета штата Нью-Йорк.
Престон работал в многочисленных национальных и государственных комитетах, в том числе: Председатель конференции по оценке физической и молекулярной биологии (1968 г.); председатель комитета по подготовке специалистов в области физиологии (1971—1973 гг.); председатель рабочей группы по фармакологии Национального консультативного комитета по рассеянному склерозу (1973—1974 гг.); президент Ассоциации кафедр физиологии (1973—1974 гг.).